# 과역초등학교
과역초등학교는 대한민국 전라남도 고흥군 과역면 과역리에 있는 공립 초등학교이다.

## 학교 연혁
- 1919년 9월 30일 설립인가
- 1920년 4월 20일 과역공립보통학교 개교(4년제 1학급)
- 1938년 4월 1일 과역공립심상소학교로 교명 개칭
- 1941년 4월 1일 과역공립국민학교로 교명 개칭
- 1949년 12월 31일 과역국민학교로 개칭
- 1995년 3월 1일 과역북국민학교 통합
- 1997년 3월 1일 과역서초등학교 통합
- 2007년 3월 1일 과역동초등학교 통합
- 2019년 3월 1일 제37대 황경주 교장 부임
- 2020년 1월 9일 제96회 졸업식 (8,016명 졸업)

## 참고 자료
- 과역초등학교 - 한국교육학술정보원 학교알리미